# András Orosz
András Orosz (ur. 1936) – węgierski entomolog, specjalizujący się w hemipterologii, zwłaszcza w piewikach.
András Orosz związany jest zawodowo z Węgierskim Muzeum Historii Naturalnej w Budapeszcie. Od 1977 roku publikuje artykuły poświęcone piewikom. Zajmuje się ich faunistyką, ekologią i taksonomią. Badał m.in. faunę piewików węgierskich parków narodowych. Brał udział w wyprawach zagranicznych, w tym do krainy orientalnej. Opisał kilka nowych dla nauki gatunków, w tym odkrytego w rumuńskich Karpatach Diplocolenus beresi.
Na jego cześć nazwany został Kokeshia oroszi, pluskwiak różnoskrzydły z rodziny Schizopteridae.